# Estação Paulista
A Estação Paulista-Pernambucanas ou Estação Paulista é uma estação de metrô da Linha 4–Amarela do Metrô de São Paulo operada pela ViaQuatro, e está localizada no distrito da Consolação. Possui integração gratuita com a Estação Consolação, da Linha 2–Verde, operada pelo Metrô de São Paulo.
No dia 11 de abril de 2023, a Via Quatro informou que, por meio de um contrato de naming rights, a estação passaria a se chamar Paulista-Pernambucanas por um período mínimo de cinco anos, a contar a partir do dia 10 de abril de 2023.

## Histórico
A previsão inicial de conclusão das obras das estações da primeira fase, que inclui a estação Paulista, era para 2008. A estação Paulista fica quatro metros abaixo do túnel da Linha 2–Verde. A escavação da passagem entre as duas estações do complexo, trinta metros abaixo da Avenida Paulista, causava calor aos operários.
Esta estação inicialmente estava prevista para entrar em operação comercial no mês de março de 2010, mas acabou adiada para o dia 25 de maio de 2010, data que marcou o início da operação na linha, entre as estações Paulista e Faria Lima. O atraso foi causado pelos testes dos trens. Com o início da cobrança de tarifa em 21 de junho de 2010 iniciou-se a integração com a estação Consolação via esteira rolante.
Apesar de ter sido batizada como Estação Paulista, ela está localizada na Rua da Consolação enquanto a Estação Consolação está localizada na Avenida Paulista. A Estação Consolação foi inaugurada quase vinte anos antes, em 1991, e optou-se por não mudar o nome das estações para não causar confusão.

## Características

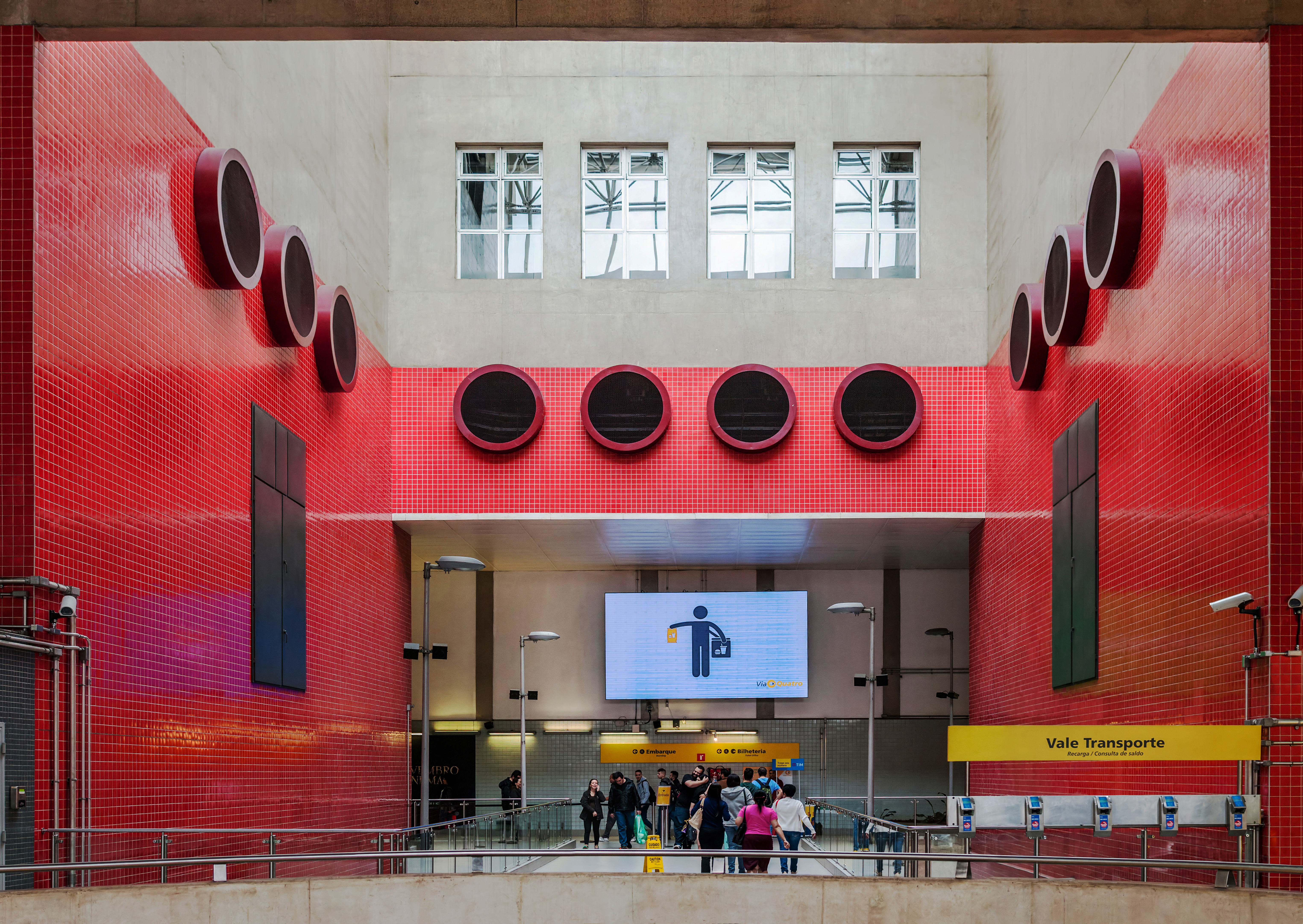
Interior da estação

Estação enterrada com plataformas laterais e salas de apoio acima do nível da superfície, com estruturas em concreto aparente e passarela de distribuição em estrutura metálica, fixada com tirantes sobre a plataforma. Possui acesso para pessoas portadoras de deficiência e integração com a estação Consolação, da Linha 2–Verde. Sua capacidade é de 150 mil passageiros por hora (dado referente ao conjunto das estações Consolação e Paulista). 
A ligação de trezentos metros entre as estações Paulista e Consolação chegou a contar com seis esteiras rolantes, as primeiras do metrô de São Paulo, porém atualmente conta com apenas duas. Eram originalmente seis esteiras de 45 metros de comprimento e 1,1 metro de largura cada, dispostas duas a duas, fabricadas pela ThyssenKrupp, com economia de energia quando não houvesse pedestres sobre elas e sem correntes no sistema de tração, o que fazia dispensar lubrificação adicional. A capacidade de todas as esteiras em conjunto era de vinte mil passageiros por hora. Em 2018, foram retiradas quatro das seis esteiras.
A estação conta com dez agentes de atendimento e manutenção do consórcio ViaQuatro e dez de atendimento e segurança, e na fase inicial contava com ambulâncias de prontidão.

## Informações da linha
| Linha     | Terminais        | Estações | Principais destinos                                                              | Duração das viagens (min) | Intervalo entre trens (min) | Funcionamento                                                                 |
| --------- | ---------------- | -------- | -------------------------------------------------------------------------------- | ------------------------- | --------------------------- | ----------------------------------------------------------------------------- |
| 4 Amarela | Luz ↔ Vila Sônia | 10       | Sé, Bom Retiro, República, Higienópolis, Consolação, Pinheiros, Butantã, Morumbi | 10                        | 2                           | Diariamente, das 4h40 à 0 hora. Aos sábados, das 4h40 até a 1 hora do domingo |

## Galeria

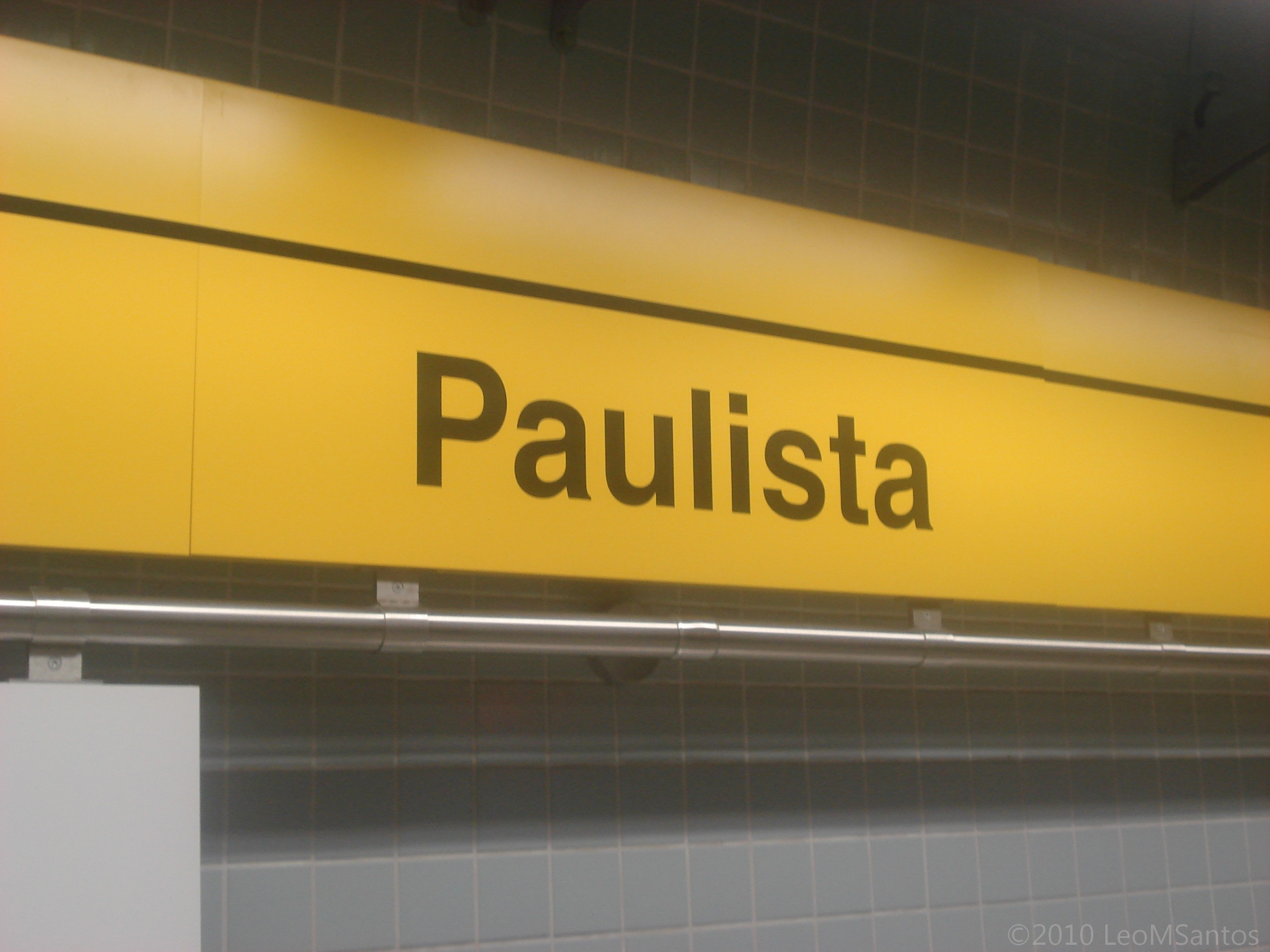
Placa de identificação
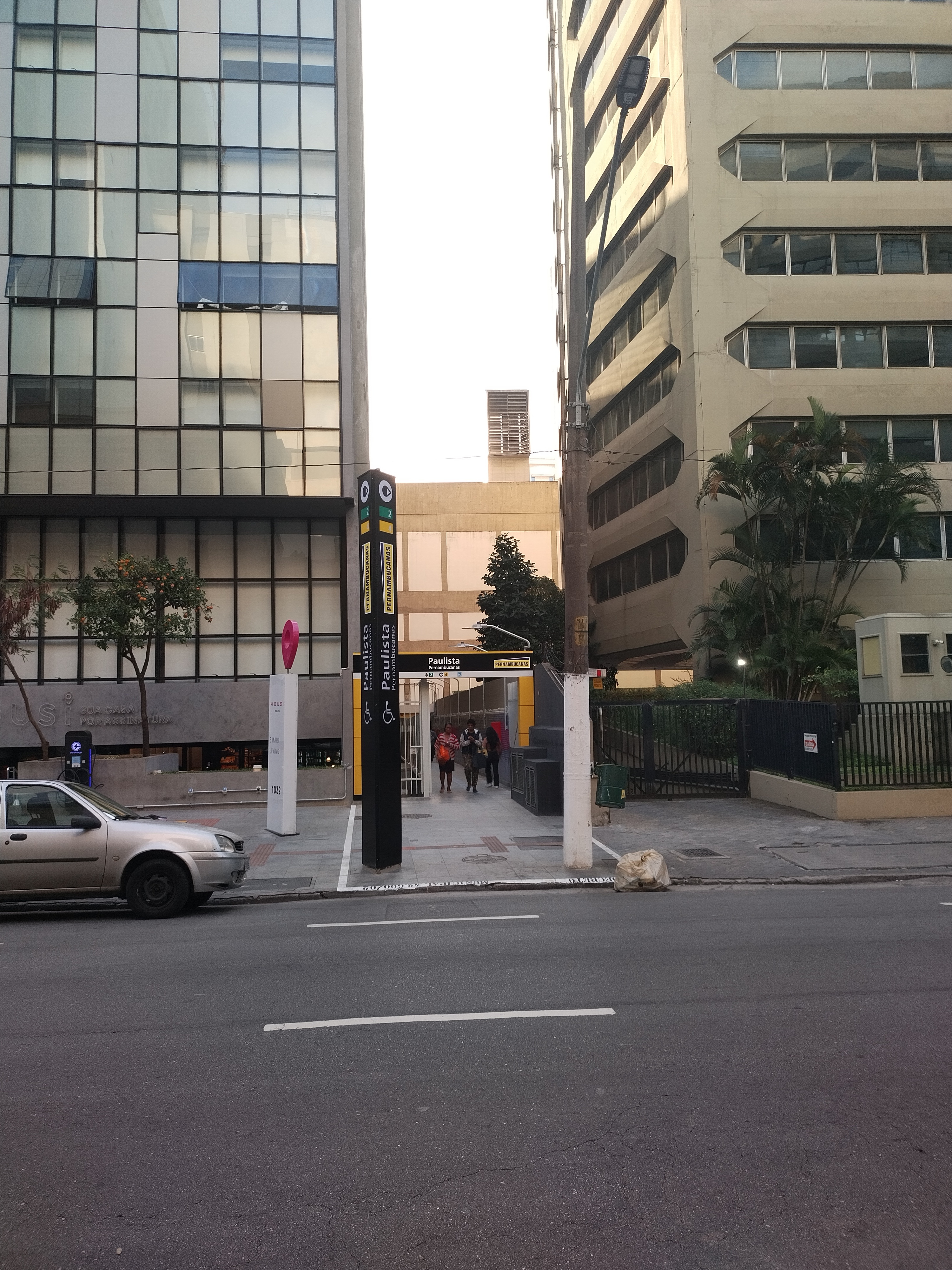
Acesso à estação pela Rua Bela Cintra, aberto em 2023
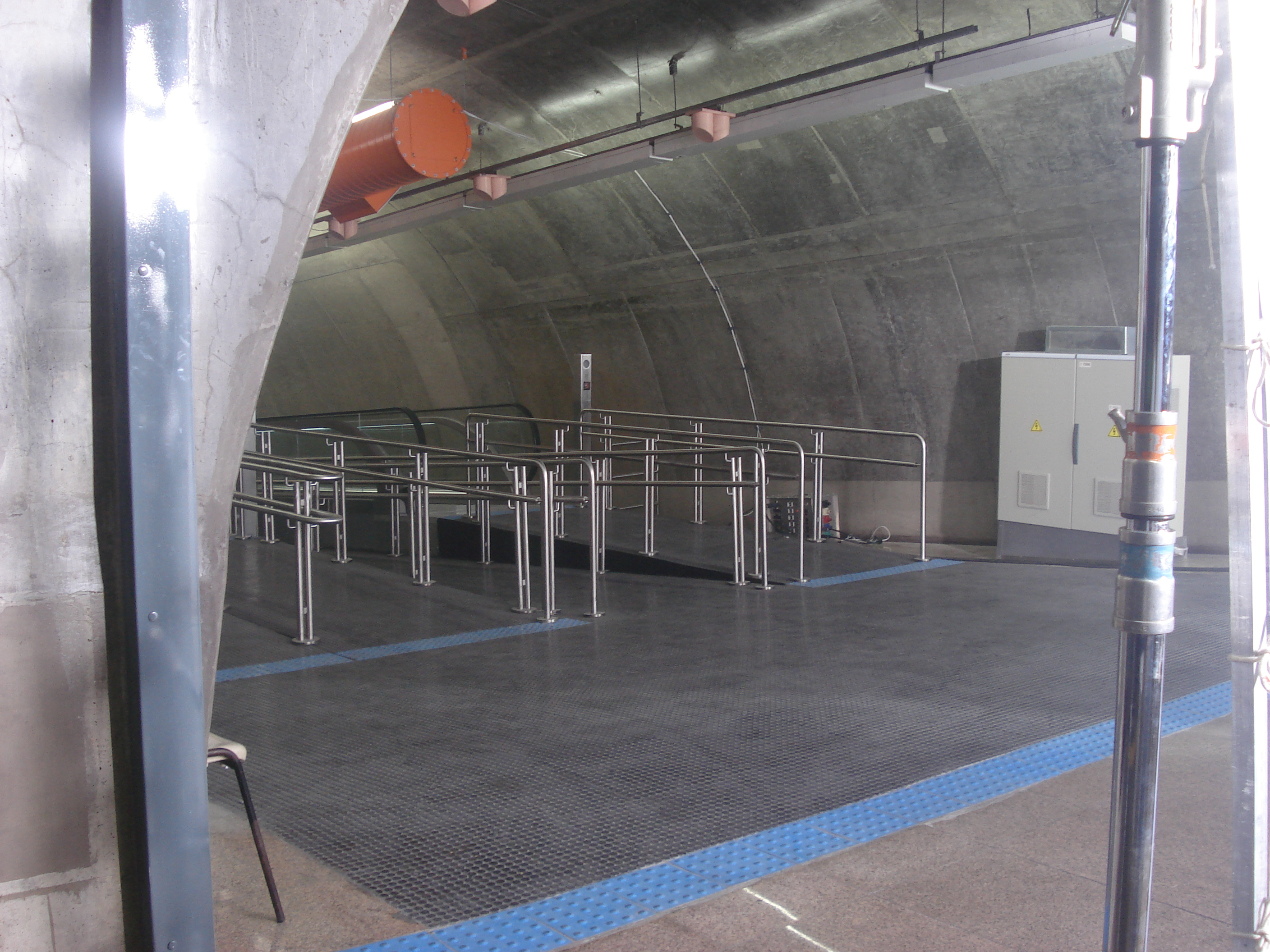
Acesso a partir da Estação Consolação da Linha 2-Verde
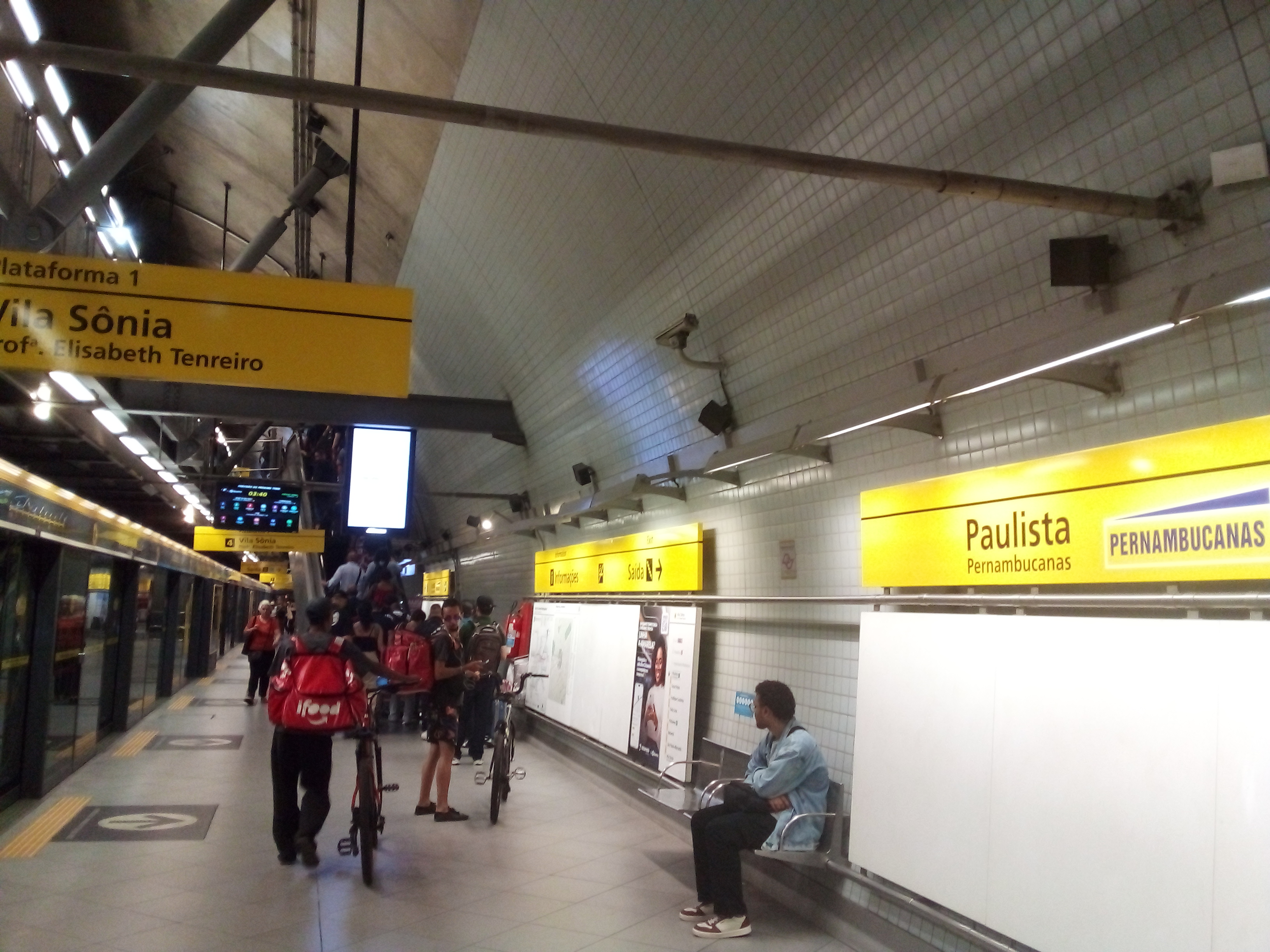
Plataforma da estação sentido Vila Sônia
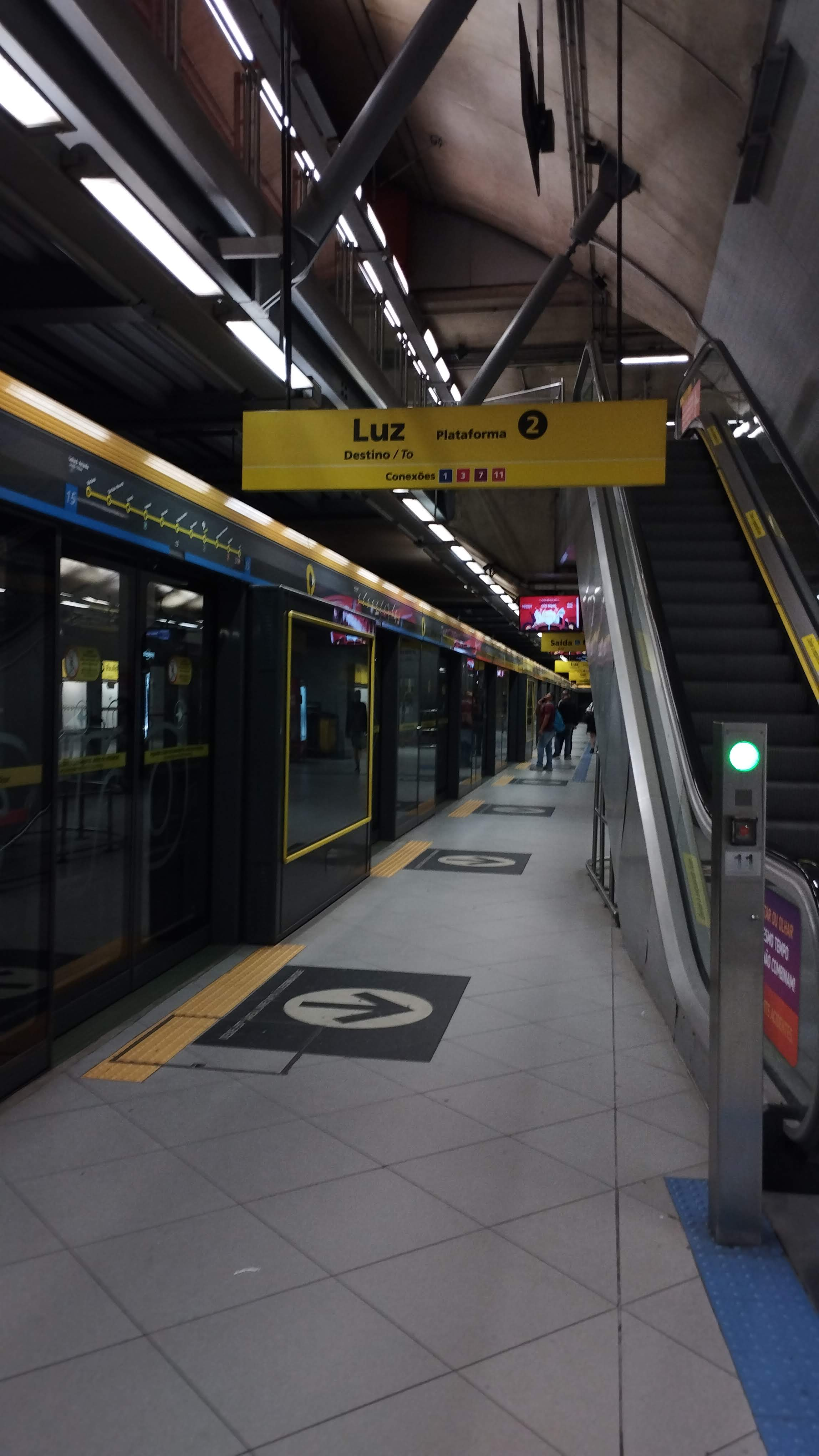
Plataforma sentido Luz